# 1800 في المغرب
تحتوي هذه المقالة على أهم الأحداث التي شهدتها المغرب في 1800، إضافة إلى أهم الشخصيات المغربية المولودة والمتوفية في هذه السنة.

## الحكم

علم راية المغرب بين سنة (1666-1915).

- السلطان: سليمان بن محمد العلوي (حكم بين 1792 - 1822).
- المغرب الحالي وقتها كان سلطنة وليس مملكة كان يحكمها سلطان وليس ملك. وكان يسمى بلاد (المغرب) .

## احداث
- عام 1800م انتهى مرض الطاعون الدي قتل نصف سكان المغرب. (وباء الطاعون بالمغرب (1799-1800))[1]

## الـمراجع
1. ↑  الطاعون الكبير .. عندما فقد المغرب نصف ساكِنته في القرن 18 نسخة محفوظة 4 سبتمبر 2018 على موقع واي باك مشين.